# Anders Dahl (botaniker)
 Der er flere personer med dette navn, se Anders Dahl.
Anders (oprindeligt Andreas) Dahl (født 17. marts 1751 i Saleby, Skaraborgs län, død 25. maj 1789) var en svensk botaniker. Han var halvbroder til Olof Kolmodin den yngre samt helbroder til Christopher Dahl og forfatteren Erik Dahl. 
Han blev indskrevet ved Uppsala universitet den 3. april 1770 og blev samme sted én af Carl von Linnés elever. Han arbejdede også for, at Linnés store herbarium skulle beholdes. I løbet af sin studietid var han gennem flere år ansat hos Clas Alströmer for for at føre tilsyn med dennes have og samlinger.
I sin ungdom indgik Dahl som ét af medlemmerne i det Svensk Topografisk Selskab, som blev grundlagt i Skara i 1769, og som udførte naturhistoriske undersøgelser. I 1786 blev han medicinsk doktor ved universitetet i Kiel, og i 1787 blev han udnævnt til botanisk demonstrator og medicinsk adjunkt i Åbo. Dahl udgav Observationes botanicæ cirka Systema vegetabilium divi a Linné editum (1787). Vid Linnés død forsøgte Dahl at redde dennes samlinger for Sverige, og han tilbød at købe dem for samme beløb som J.E. Smith, men det lykkedes ham ikke at erhverve den. Den spanske botaniker Antonio José Cavanilles opkaldte Georgine (Dahlia) efter Anders Dahl.

## Eksterne links
- Naturhistoriska riksmuseet Arkiveret 29. september 2007 hos  Wayback Machine